# Регламент про методи тестування
Регла́мент про мето́ди тестува́ння — нормативно-правовий акт Європейського Союзу, який встановлює методи випробувань хімічних речовин відповідно до Регламенту (ЄС) № 1907/2006 про реєстрацію, оцінку, авторизацію і обмеження хімічних речовин та препаратів (REACH). Вони засновані на рекомендаціях ОЕСР щодо тестування хімікатів.
Процедури та методи вимірювання описані в Додатку до Регламенту. Частина А містить можливі процедури випробувань, стандартні зразки та критерії якості для фізико-хімічних властивостей. Частина В містить випробування для вимірювання впливу на здоров'я (токсикологія людини), тоді як частина С стосується методів вимірювання для екотоксикології.